# Spy Train (Película, 1943)
Spy Train es una película de crimen estadounidense de 1943, dirigida por Harold Young y guionizada por Leslie Swabacker y Bart Lytton. Protagonizada por Richard Travis, Catherine Craig, Chick Chandler, Thelma White, Evelyn Brent y Warren Hymer. La película fue estrenada el 9 de julio de 1943 por Monogram Pictures.

## Trama
Bruce Grant es el autor de Darkest Germany "la más oscura Alemania", una exposición acerca de la Alemania Nazi. Él junto a su amigo Stew Stewart toman un tren en los Estados Unidos para ir a conocer a Max Thornwald, dueño de una cadena de periódicos. Agentes nazis en Estados Unidos han creado una fotografía que muestra a la hija de Thornwald, Jane, almorzando con Hermann Göring y Adolf Hitler, y han sobornado exitosamente a Thornwall para que eliminara los artículos de bruce exponiendo las atrocidades Nazi. Bruce quiere saber por qué su material no está siendo publicado. Jane y su sirvienta, Millie, por coincidencia también se encuentran en el tren.
Mientras tanto, el equipo de espías formado por la pareja Hugo y Frieda Molte han dejado una maleta bomba en el control de equipaje de la estación de tren. Otros espías han logrado robar evidencia acerca de las actividades de espionaje de los Molte, que han dejado también dentro de una maleta en el control de equipaje. Los Molte, henchman, Krantz, van a recuperar la evidencia. Por casualidad, La novia de Krantz es Millie. Krantz sostiene un desprendible de ticket para la maleta de Millie y el maletín bomba. Krantz entrega el desprendible incorrecto, y ella sin darse cuenta obtiene la bomba (debido a que ambos maletines son idénticos).
Después de que el tren partiera, Bruce detecta a los Molte a bordo del tren y descubre que son espías. Krantz se da cuenta de su error y envía un telegrama a los Molte. Herman Molte trata de recuperar la maleta del compartimiento de Millie, pero, descubre un espía italiano y lo apuñala a muerte. Un vigilante (Fred Toones) lo interrumpe antes de que pueda retirar el maletín. Bruce encuentra el cuerpo, y lo coloca en el compartimiento de los Molte. Los Molte lo descubren, y colocan en el compartimiento de Bruce. Stew es dejado a vigilar el bolso de Millie, y Molte lo apuñala y toma el bolso. Un conductor observa que Stew se encuentra herido, y confronta a Bruce justo cuando el cuerpo del italiano se cae fuera del clóset. 
Bruce es puesto bajo arresto, sin embargo, escapa. El conductor envía un telegrama a un doctor y a la policía. El tren se detiene fuera de agenda, dos detectives y un físico suben a bordo. Frieda Molte finalmente recibe el telegrama de Krantz. Antes de que pudiera decodificarlo, Bruce entra en su departamento y apunta a los Moltes. El toma el telegrama, lo lee, y permite a los Moltes escapar del tren con la maleta. Así lo hace, e intentan abrirlo en cuando estén fuera del tren. Muriendo en una explosión horrible.
Jane limpia el nombre de Bruce, Krantz es arrestado tratando de recuperar el bolso de la evidencia, y el cuartel general del círculo de espía es asaltado. Con la falsa foto de Jane expuesta, Thornwald publica con entusiasmo artículos antinazi. Bruce y Jane se casan.

## Casting
- Richard Travis como Bruce Grant
- Catherine Craig como Jane Thornwall
- Chick Chandler como Stew Stewart
- Thelma White como Millie
- Evelyn Brent comp Frieda Molte
- Warren Hymer como Herman Krantz
- Paul McVey como Hugo Molte
- Herbert Heyes como Max Thornwald
- Stephen Roberts como Anderson #1
- Forrest Taylor como Anderson #2
- Dick Rush como Sam
- Bill Hunter como detective
- Barbara Mace
- Caroline Burke
- William Kellogg como detective
- George Bronson
- Fred Toones como guardián de Automóviles de Pullman
- Napoleon Whiting como guardián de Automóviles del club